# Тингатинга
 Тази статия е за стила в живописта.  За създателя на този стил вижте Едуард Тингатинга.  
Тингатинга (варианти тинга-тинга и тинга тинга) (на английски и на суахили: tingatinga) е стил в наивистичната живопис, характерен за Танзания и постепенно обхванал цяла Източна Африка. Появява се през втората половина на миналия век в Дар ес Салаам. Началото му е поставено от африканския художник Едуард Тингатинга и носи неговото име. Характеризира се с изобразяването на ярки стилизирани фигури на животни, хора и растения, сплетени с пъстри орнаменти.

## История
Стилът има своите корени в традициите на Южна Танзания, която е и родината на Едуард Тингатинга. Рисунките по онова време са правени като украса на фасадните стени на жилищата с пигменти, които се срещат в готов вид в природата. Основните мотиви са животни и хора. Те са продължение на традицията на древните скални рисунки, открити в Танзания и стилизирани по аналогичен начин. Една такава картина е документирана още през 1906 г. от германския изследовател Карл Вьоле.
Едуард Тингатинга създава първата си творба в този стил в квартал Ойстър бей на Дар ес Салаам, като я рисува върху талашит с неизвестни домакински бои. Годината на нейното създаване не е уточнена. Стилът бързо придобива популярност и се разпространява из Танзания и съседните страни, като постепенно обхваща цяла Източна Африка. В началото са се изобразявали само животни, а по-късно като тема в тингатинга картините се появяват и други обекти. Рисувани са на картон, дърво, талашит, обикновено с размери 60х60 sm, поради което понякога наричат тингатинга „квадратна живопис“.
Седемдесетте години на миналия век е времето, в което изкуството тингатинга бурно се развива и постига голям възход. Изложбите следват една след друга, а стилът получава признание на държавно ниво. Живописта тингатинга, създадена и развита от слабообразовани танзанийски селяни получава статус почти на академично изкуство и става визитна картичка на страната.
В средата на 80-те години ежегодно се организират изложби в различни галерии и музеи – във Франция, Великобритания, Германия, Швейцария, Италия, Япония, САЩ и главно в Скандинавските страни.
В началото на развитието на това изкуство художниците са сериозно подпомогнати от Скандинавските страни със закупуването на отделни произведения и цели колекции, както и чрез отпечатване и продажба на пощенски картички с техни рисунки. През 1980-те години на Скандинавския полуостров са организирани няколко изложби на творбите тингатинга.

## Характеристика
Тъй като изкуството тингатинга се е появило сравнително скоро, все още не е добре изучено от изследователите на наивистичната живопис. В последните години обаче се появяват все повече публикации в специализираните издания, посветени на този стил.
От чисто техническа гледна точка картините могат да се определят като рисунки върху талашит с автомобилна (велосипедна) боя. Картините, рисувани в стил тингатинга обикновено изобразяват диви животни, птици, цветя, хора, понякога и битови сцени, свързани с някакви орнаменти и без никаква перспектива. В други случаи се използва многократното повторение на един и същи образ или на един и същи обект в различни пози. Работи се предимно с маслени или акрилни бои с ярки, блестящи цветове, с които се постига дълбока наситеност и остър контраст на образите. Рамките на картините най-често са черни. Повърхността на платното се попълва възможно най-плътно с едно или повече животни. Животинските фигури изцяло се вписват в границите на картината, като не липсва нито една част от тялото. Напоследък обаче това правило не винаги се спазва. Понякога животните са две или повече, вплетени помежду си така, че напомнят преплетено калиграфско писмо.
Изключително подходящи за ефекта, търсен от художниците работещи в този стил, са велосипедните и автомобилни бои и затова те се ползват много често. Тъй като тази боя не засъхва бързо, първо се нанася фонът на картината, оставя се да изсъхне и чак тогава се пристъпва към изобразяване на основния мотив. Тази техника на изчакване и последвалата работа с бои с много гъста консистенция прави интерпретацията на картините доста лесна. Всички фигури имат подчертани контури и съществува ясно разграничаване на цветовите повърхности. В по-късни години успехът на японския пазар довежда до поява на нова техника – по-фино и тънко разработване на линиите и промяна на фона към многоцветен и с преливащи нюанси.
Самите картини са ориентирани главно към туристическия пазар и са купувани от европейци, американци, японци. Във връзка с това обикновено са сравнително малки като размери, за да могат лесно да се пренасят със самолет. По същата причина повечето от тях вече се рисуват не върху дърво или талашит, както е било в началото, а на платна. Също така изборът на мотиви често се адаптира към очакванията на купувачите за това какво би трябвало да включва африканската живопис.
Освен в живописта стилът тингатинга навлиза в дизайна, скулптурата, декоративното изкуство, дърворезбата, бродерията, архитектурата, книгоиздаването и даже във филмовото изкуство. Намира място в илюстрациите на книги, също и зад граница, особено детски. „Walt Disney Penguin“ и други компании започват да използват името „тингатинга“ за новите си програми за деца, наречен „Приказки тингатинга“. Някои анимационни филми са базирани на илюстрации, създадени от членовете на TACS. Младите творци от Танзания, Мозамбик, Кения и ДР Конго често прибягват към него в опит да открият своя художествен път. В наше време в Танзания и околните държави има многобройни училища, в които се изучава тингатинга.
Изкуствоведите в наше време водят спорове доколко живописта тингатинга може да бъде наречена народно изкуство, след като възниква в средата на миналия век. И доколко може да бъде прието като традиционно, след като първите негови ценители са европейци. Спори се и дали е уместно да бъде причислено към наивизма.

## Течения
В стила тингатинга постепенно се появяват няколко течения. Развитието им тръгва в две или даже в три направления в зависимост от тематиката, която се развива.
- Едни от творците залагат на декоративната същност на произведенията си, отдалечавайки се от принципите на Едуард Тингатинга, който обикновено рисува „големите пет“ и други мотиви, които не са базирани на декоративното изкуство.[6]
- „Големите пет“ са най-типичните големи животни на континента – слон, лъв, жираф, хипопотам и антилопа (понякога бивол). Те са централна тема и общ мотив както в триизмерното изкуство като скулптура и маски, така и в изкуството на декораторите и художествените занаятчии в Източна и Южна Африка. Творците от второто направление остават верни на основните теми на тингатинга и продължават да ги развиват.[6]
- При третия стил се създават многофигурни композиции от ежедневния живот и бита на хората в Танзания. Много пъти изобразяването им наподобява разказ-комикс.[5]
- Друга група художници са се отдали на теми от Библията и традиционните митологии в страната.[5]

## Сдружения на художниците
След смъртта на Едуард Тингатинга, неговите 6 първи последователи, които са работили с него в ателието му се опитват да се организират и да продължат да рисуват в същия стил. Това са Аджаба Мталия, Джануари Линда, Адеуси Мандо, Каспър Тедо, Омари Амонде и по-малкият брат на Едуард Тингатинга Саймън Мпата. Създават художествен артел, който по-късно става основата на днешното общество на художниците. Наричат ги художници тингатинга от първо поколение. От всички тях сега е жив и продължава да рисува само Омари Амонде.
През 90-те години на миналия век артелът променя името си на „Tinga Tinga Arts Cooperative Society“ (TACS) и получава официална поддръжка от танзанийското правителство и някои европейски страни. В него членуват около 50 души и 30 техни ученика. Седалището на организацията се намира в Морогоро, търговска зона в Дар ес Салаам. Тук е открита голяма галерия, където художниците рисуват, излагат и продават картините си. Създаването ѝ е подпомогнато от правителството и националната авиокомпания на Швейцария. Художествената галерия е много посещавана от туристи от цял свят.
Съществуват още няколко алтернативни обединения на художници тингатинга. Едно от тях е Групата Омари Адам Али в Дар ес Салаам. Силни обединения са създадени на остров Занзибар, в град Аруша и др.

## Известни представители
Извън тази организация в Танзания в този стил творят около 700 художника. Част от тях придобиват известност както в страната си, така и в други държави и континенти.
- Саймън Мпата, природеният брат на основателя на стила, е един от първите му представители. Обикновено рисува пейзажи, като заснежения връх на Килиманджаро, пейзажи с екзотични животни и т.н. Стилистичните му тенденции към повърхностно разкрасяване са разработени доста по-късно.[6]
- Доста от роднините на Едуард Тингатинга също стават художници и последователи на този стил. Такива са братовчедката на съпругата му Джануари Линда, неговите собствени братовчеди Алкис Амонде и Каспър Тедо, племенникът му Абдалах Аджаба, чичо му Омари Амонде, а по-късно и неговият син Дауди Тингатинга.[6]
- Водещи имена са Джордж Лиланга, Дейвид Мзугуно, Питър Мартин, Дамян Мсагула, Ноел Капанда и др.[8] Лиланга е един от десетте най-известни африкански художници. Негови картини са изложени в Център „Жорж Помпиду“ в Париж и Музея на изкуствата „Метрополитън“ в Ню Йорк. Някои от живописците са се специализирали и изобразяват само един вид животно, например Ноели Камбили рисува пеперуди, Юба Мауазо и Салум Забури най-често рисуват птици и т.н.[1] Много картини отразяват срещата на Изтока и Запада в Източна Африка.[6]